# Marche avec les loups
Pour plus de détails, voir Fiche technique et Distribution.
Marche avec les loups est un film documentaire français de Jean-Michel Bertrand sorti en 2019.
Il s'agit du deuxième opus de la trilogie consacrée au loup par le même réalisateur, après La Vallée des loups sorti en 2016.

## Fiche technique
Source :  Unifrance
- Titre original : Marche avec les loups
- Réalisation : Jean-Michel Bertrand
- Scénario : Jean-Michel Bertrand
- Musique : Armand Amar
- Photographie : Marie Amiguet
- Son : Boris Jollivet
- Montage : Laurence Buchmann
- Production déléguée : Jean-Pierre Bailly, Stéphane Millière
- Production exécutive : Jean-Pierre Bailly
- Coproduction : Auvergne-Rhône-Alpes Cinéma
- Société de production : MC4
- Société de distribution : Gebeka Films
- Pays de production :  France
- Langue originale : français
- Format : couleur
- Genre : documentaire
- Durée : 88 minutes
- Dates de sortie :
  - Suisse : 19 octobre 2019 (Festival Salamandre)[2] ; 22 janvier 2020 (sortie nationale)
  - France : 29 octobre 2019 (Château-Arnoux-Saint-Auban)[3] ; 15 janvier 2020 (sortie nationale)

## Production

### Tournage
Le film a été tourné de l'hiver 2017 à l'hiver 2019 dans le massif des Alpes, ainsi que dans le massif du Jura.